# 錫勒斯海峽
61°2′S 55°23′W / 61.033°S 55.383°W
錫勒斯海峽（英語：Sealers Passage），是南極洲的海峽，位於南設得蘭群島，處於象島和錫爾群島之間，在1971年由英國南極名稱諮詢委員會命名，現時由南極條約體系管理。